# 1955 en Israël
Chronologie d'Israël (en)
- 1951
- 1952
- 1953
- 1954
- 1955
- 1956
- 1957
- 1958
- 1959

Cette page concerne les évènements survenus en 1955 en Israël  :

## Évènement
- 26 janvier : Cinquième gouvernement d'Israël
- 28 février : Opération flèche noire (en)
- 29 mars : Résolution 106 du Conseil de sécurité des Nations unies
- 30 mars : Résolution 107 du Conseil de sécurité des Nations unies
- 26 janvier : Sixième gouvernement d'Israël
- 26 juillet : Élections législatives
- 31 août : Opération Elkayam (en)
- 8 septembre : Résolution 108 du Conseil de sécurité des Nations unies
- 28-29 octobre : Opération Kuntilla (en)
- 2-3 novembre : Opération volcan (en), raid israélien.
- 3 novembre : Septième gouvernement d'Israël
- 10-11 décembre : Opération feuilles d'olivier (en)

## Cinéma
- Sortie du film La colline 24 ne répond plus.

## Naissance
- Yaakov Alperon (en), criminel.
- Zohar Argov, chanteur.
- David Broza, auteur-compositeur-interprète.
- Avraham Burg, président.
- Avram Grant, entraîneur de football.

## Décès
- Uri Ilan, militaire.